# Dłużniów
Dłużniów [ˈdwuʐɲuf] là một ngôi làng thuộc khu hành chính của Gmina Dołhobyczów, Hrubieszów, Lublin Voivodeship, ở miền đông Ba Lan, gần biên giới với Ukraine. Nó nằm cách khoảng 14 kilômét (9 mi) về phía nam Dołhobyczów, 40 km (25 mi) về phía nam của Hrubieszów, và 134 km (83 mi) về phía đông nam của thủ phủ khu vực Lublin.
Làng có dân số là 40 người.

## Thời kỳ Đức chiếm đóng
Trước chiến tranh, Maks Glazermann, một kỹ sư người Do Thái từ Lwów sở hữu một mảnh đất ở Dłużniów. Trong thời gian chiếm đóng của Đức, ban đầu ông được giữ lại để quản lý tài sản. Vào mùa hè năm 1941, Julek (Joel / Jakób) Brandt, một người lãnh đạo phong trào thanh niên Zionist Betar từ Chorzów đã sắp xếp cho hàng trăm thành viên của phong trào thanh niên Betar ở khu tập trung Do Thái Warsaw để làm việc tại các trang trại và khu vực, bao gồm cả Glazermann ở Dłużniów. Trong số đó có Hanka Tauber, một phụ nữ trẻ đến từ Warsaw. Câu chuyện của cô về những gì đã diễn ra ở Dłużniów đã được ghi lại trong nhật ký của Abraham Lewin. Tauber trở lại Warsaw, nhưng hầu hết thanh niên Betar ở lại đã bị giết vào mùa xuân năm 1942. 

Sights in Dłużniów
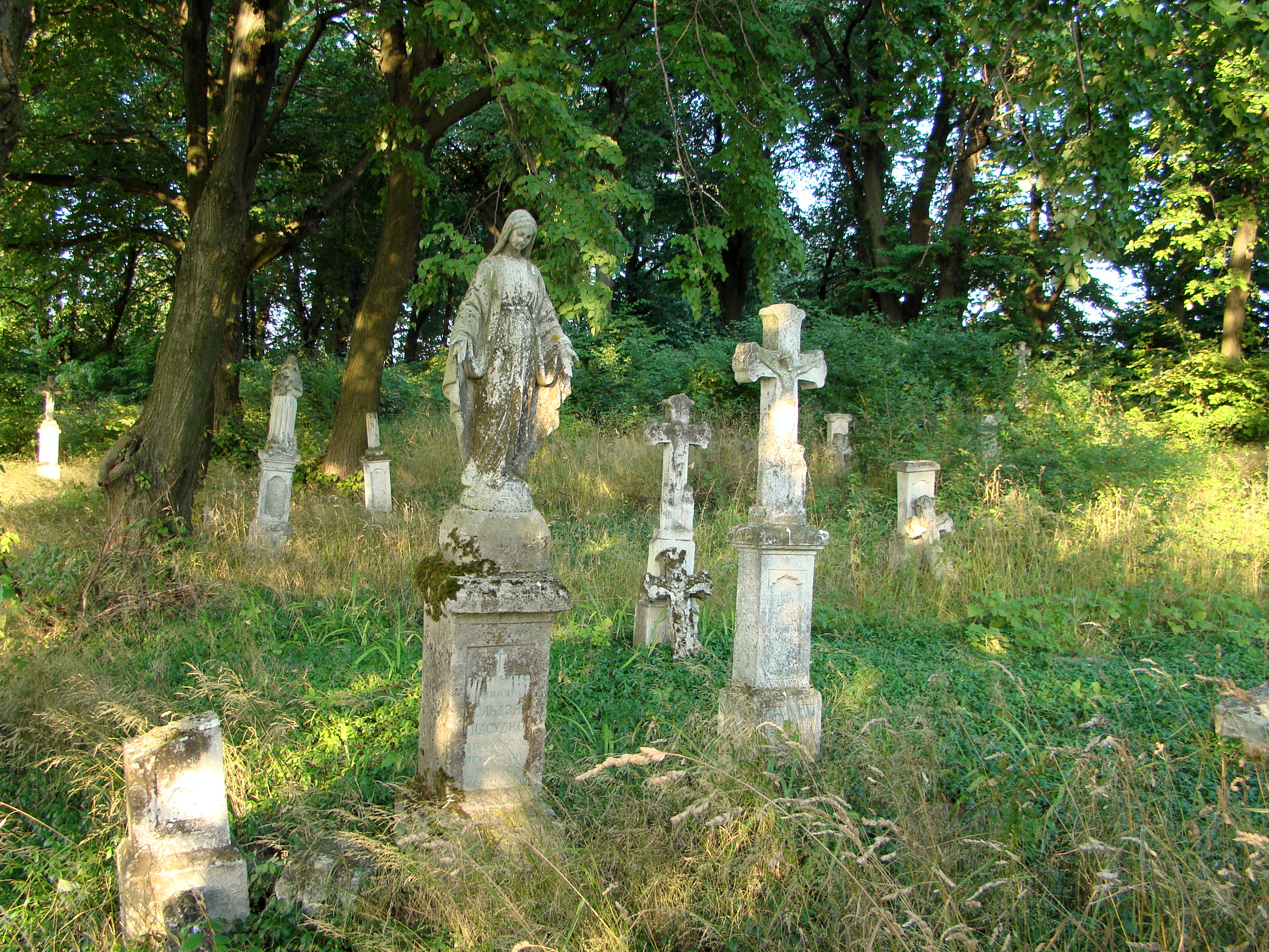
Nghĩa trang
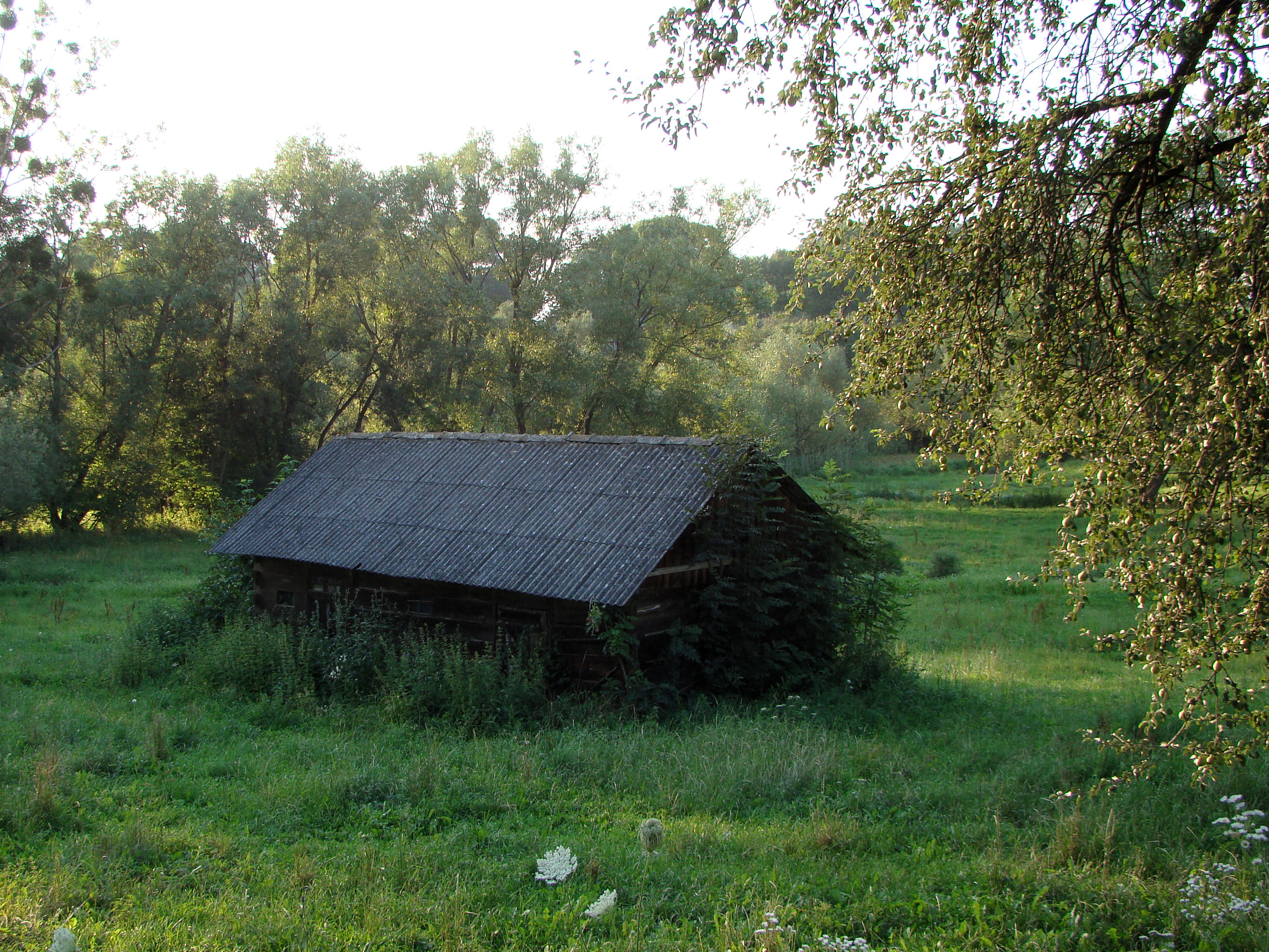
Nhà tranh cũ
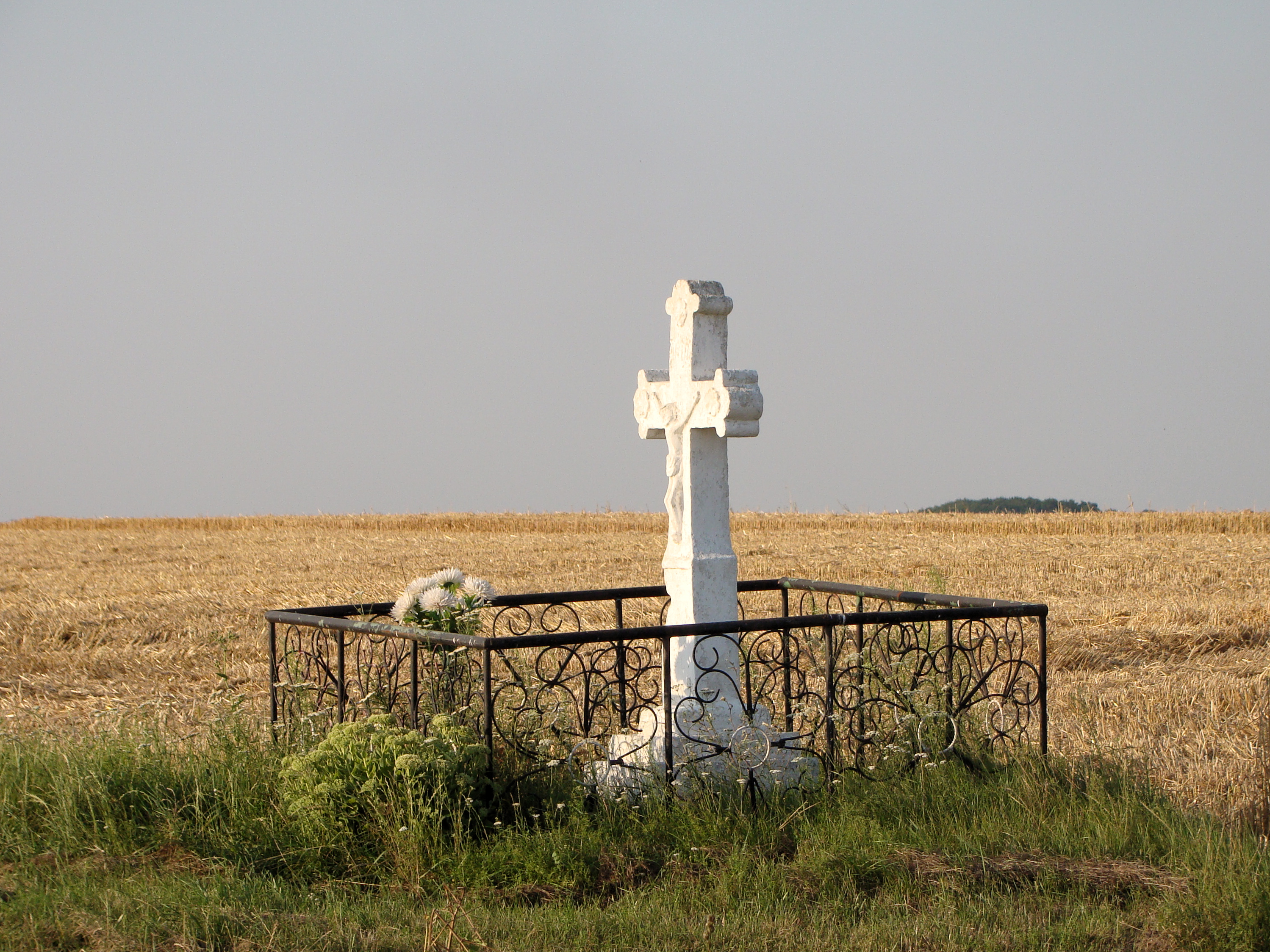
Ngã ba đường